# The Wendy Williams Show
The Wendy Williams Show, också känd som bara Wendy var en amerikansk talkshow med den amerikanska mediapersonligheten och komikern Wendy Williams som värd. Programmet sändes 2008 till 2022. 
I programmet bjuder Wendy Williams på "Hot Topics" med dagens kändisskvaller, kändisgäster och hjälper publiken med svar på deras relationsfrågor. Talkshowen visades dagligen på FOX-stationerna i USA:s största städer,  och i fler än 50 länder världen över. Förutom USA kunde här Storbritannien, Kanada, Frankrike och Sydafrika nämnas som några exempel. En stor del av showen kunde även ses via den officiella och globala You Tube-kanalen. 
Wendy började sändas den 14 juli 2008 under en testperiod på FOX i utvalda storstäder den sommaren. Talkshowen förnyades därefter då den hade höga tittarsiffror bland kvinnor i åldrarna 18-49 år, en målgrupp som är extra intressant för annonsörerna. Sommaren 2009 kom Wendy tillbaka, då som en del av tablån under den ordinarie säsongen. Showen visas sedan dess året runt av marksända stationer över hela USA. 2015 var Wendy den populäraste daytime-talkshowen bland yngre kvinnor, en målgrupp som är mycket eftertraktad hos de som köper reklamtid. Wendy är därmed större i målgruppen än konkurrenter som Dr. Phil och Ellen.
Wendy direktsänds från Chealse Studios på Manhattan i New York. Biljetterna är gratis men har en snabb åtgång så det gäller att vara ute i god tid. Även utlänningar kan få biljetter via Wendys hemsida.
Till följd av Wendy Williams hälsoproblem lämnade hon programmet 2021 och det fortsatte sändas med gästprogramledare till 2022 då det lades ner.

## Om showen

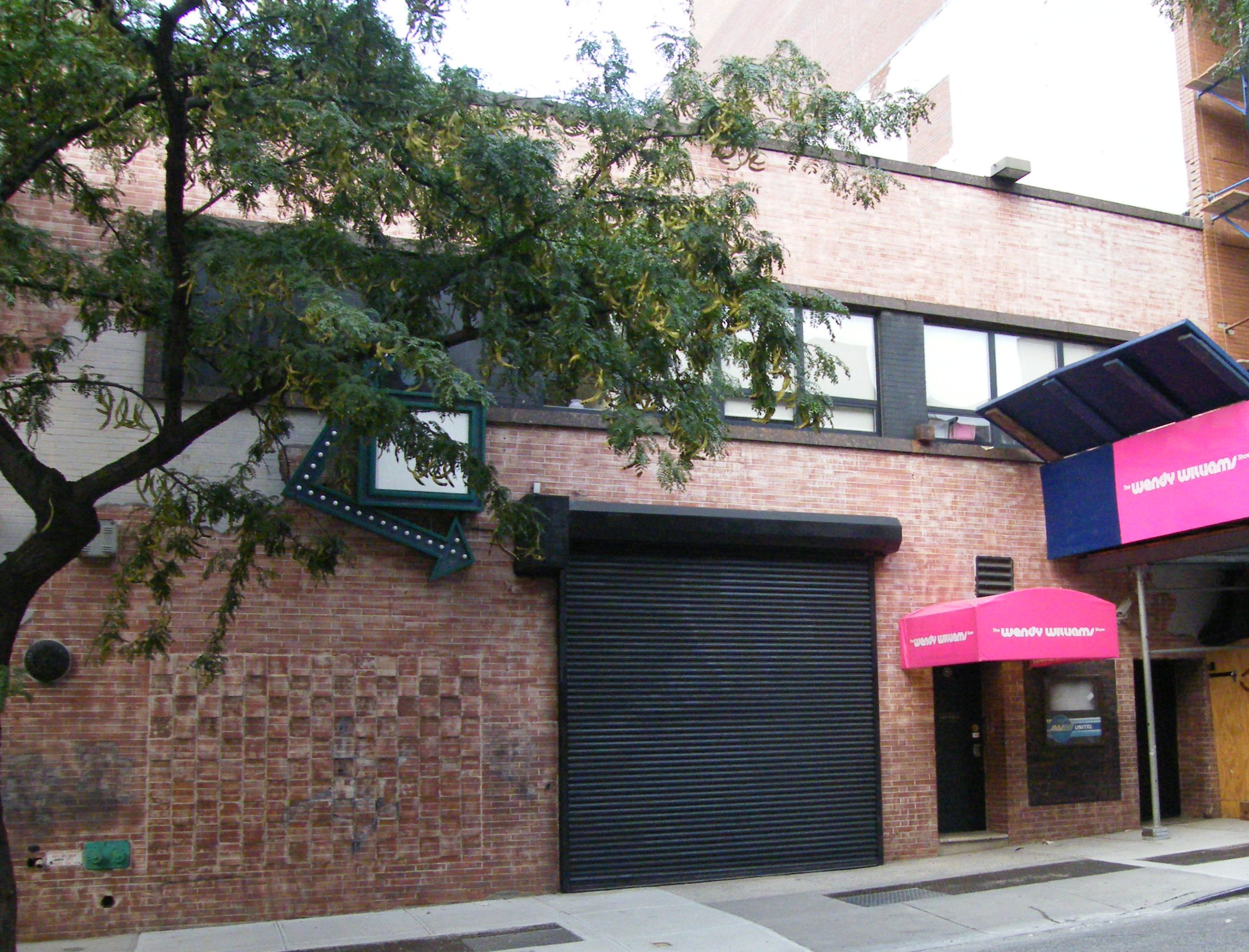
AMV 53rd Street Chelsea Television Studios där talkshowen är producerad

Showen börjar alltid med "Hot Topics" där Wendy presenterar det senaste skvallret och driver med kändisar som sin öppningsmonolog. Wendy är frispråkig och delger den skrattande publiken vad hon tycker om ämnena hon tar upp. Hon har ofta blivit uppmärksammad för att starta kontroversiella rykten. Hot Topics är Wendys i särklass populäraste segment som numera fyller ut halva sändningstiden. Hela Hot Topics läggs som regel ut på Wendys officiella You Tube-kanal som även är öppen i t.ex. Sverige. Även "After Show" läggs dagligen upp online. I den kan man dagligen följa Wendy minuterna efter att direktsändningen är över, också det på Wendys officiella You Tube.
Hot topics följs upp av gäster som diskuterar kändisar, skönhet, produkter, sociala medier eller mode. Journalister från olika medier med kändisnyheter är frekvent förekommande. Ibland kommer kändisar på besök i Wendys soffa, men det sker inte dagligen. 
Ett tillfälle som skapade stor kontrovers var när Wendy presenterade dagens gäst, Omarosa, som "den mest hatade kvinnan på reality-TV" och fortsatte; "Men jag ska nog lyckas jämna till henne" något som inte uppskattades av TV-kändisen och  resulterade i att de båda grälade större delen av intervjun.
I sista delen av showen, "Ask Wendy", besvarar Wendy frågor från publiken. Williams får varierande frågor angående familjeproblem, komplikationer med graviditet och relationsproblem. Under den andra säsongen av The Wendy Show utökades denna del med ett ytterligare segment kallat "Wendy, What Should I Wear?".
Talkshowens dekor är livfull och publiken är alltid lika lyrisk. Det är uppklätt och färgsprakande. De två färgerna som används mest i setet är lila och rosa. Efter speakerrösten inlett med frasen, "Live from New York, it's The Wendy Williams Show", fortsätter han att berätta vad som händer i dagens avsnitt. Wendy presenteras sedan medan hon kliver ut genom dörrarna till publikens jubel som aldrig vill ta slut.

## Kändisar som gästat Wendy
- Urval;

- Kim Kardashian
- Courtney Kardashian
- Kris Jenner
- Monica
- Ray J
- Robin Roberts
- Brandy
- Toni Braxton
- Neil Patrick Harris
- Perez Hilton
- Katie Couric
- Paris Hilton
- Khloe Kardashian
- Trey Songz
- Mel B
- Fredrik Eklund
- Fantasia
- Peter Facinelli
- Beyonce Knowles
- Nikki Blonsky
- Jennifer Love Hewitt